# 湖田村
湖田村是中华人民共和国广东省广州市从化区太平镇所辖的一个行政村。村委会设在湖田，位于神岗圩南面约4千米。1958年人民公社化时成立湖田大队，因驻在湖田而得名。1967年文化大革命时更名红湖大队，1974年复名。1983年12月并入佛岗乡，1987年1月分出改称村。辖5条自然村（湖田、狮形庄、姓何庄、大巷、过坑）。1998年时，全村共有205户，人口961人。